# Saint-Agnan (Nièvre)
Saint-Agnan és un municipi francès, situat al departament del Nièvre i a la regió de Borgonya - Franc Comtat. L'any 2007 tenia 159 habitants.

## Demografia

### Població
El 2007 la població de fet de Saint-Agnan era de 159 persones. Hi havia 72 famílies, de les quals 24 eren unipersonals (16 homes vivint sols i 8 dones vivint soles), 32 parelles sense fills, 12 parelles amb fills i 4 famílies monoparentals amb fills.
La població ha evolucionat segons el següent gràfic:
Habitants censats

### Habitatges
El 2007 hi havia 195 habitatges, 72 eren l'habitatge principal de la família, 103 eren segones residències i 20 estaven desocupats. 151 eren cases i 37 eren apartaments. Dels 72 habitatges principals, 59 estaven ocupats pels seus propietaris, 5 estaven llogats i ocupats pels llogaters i 8 estaven cedits a títol gratuït; 1 tenia una cambra, 4 en tenien dues, 12 en tenien tres, 23 en tenien quatre i 32 en tenien cinc o més. 57 habitatges disposaven pel capbaix d'una plaça de pàrquing. A 34 habitatges hi havia un automòbil i a 28 n'hi havia dos o més.

### Piràmide de població
La piràmide de població per edats i sexe el 2009 era:
| Homes | Edats   | Dones |
| ----- | ------- | ----- |
| 0     | 95 o +  | 0     |
| 0     | 90 a 94 | 0     |
| 0     | 85 a 89 | 0     |
| 4     | 80 a 84 | 0     |
| 4     | 75 a 79 | 12    |
| 8     | 70 a 74 | 4     |
| 12    | 65 a 69 | 8     |
| 4     | 60 a 64 | 8     |
| 4     | 55 a 59 | 8     |
| 4     | 50 a 54 | 4     |
| 16    | 45 a 49 | 0     |
| 4     | 40 a 44 | 8     |
| 0     | 35 a 39 | 4     |
| 4     | 30 a 34 | 4     |
| 8     | 25 a 29 | 4     |
| 0     | 20 a 24 | 8     |
| 0     | 15 a 19 | 0     |
| 0     | 10 a 14 | 4     |
| 4     | 5 a 9   | 0     |
| 0     | 0 a 4   | 0     |

## Economia
El 2007 la població en edat de treballar era de 76 persones, 57 eren actives i 19 eren inactives. De les 57 persones actives 51 estaven ocupades (32 homes i 19 dones) i 6 estaven aturades (2 homes i 4 dones). De les 19 persones inactives 8 estaven jubilades, 5 estaven estudiant i 6 estaven classificades com a «altres inactius».

### Ingressos
El 2009 a Saint-Agnan hi havia 72 unitats fiscals que integraven 152 persones, la mediana anual d'ingressos fiscals per persona era de 15.085 €.

### Activitats econòmiques
Dels 9 establiments que hi havia el 2007, 2 eren d'empreses de construcció, 4 d'empreses d'hostatgeria i restauració, 1 d'una empresa de serveis i 2 d'empreses classificades com a «altres activitats de serveis».
L'únic servei als particulars que hi havia el 2009 era un paleta.
L'any 2000 a Saint-Agnan hi havia 11 explotacions agrícoles que ocupaven un total de 714 hectàrees.

## Poblacions més properes
El següent diagrama mostra les poblacions més properes.